# Feixanc de Tomàs
El Feixanc de Tomàs és un feixanc acinglerat del terme municipal de Conca de Dalt, al Pallars Jussà, a l'antic terme d'Hortoneda de la Conca, en territori del poble d'Hortoneda.
Està situat al nord-oest d'Hortoneda, al nord-oest del Solà d'Hortoneda i a migdia del Cap del Bosc de Llania i a ponent de les Escomelles. El Roc de Tomàs és el seu extrem sud-oriental.